# Angela Alsobrooks

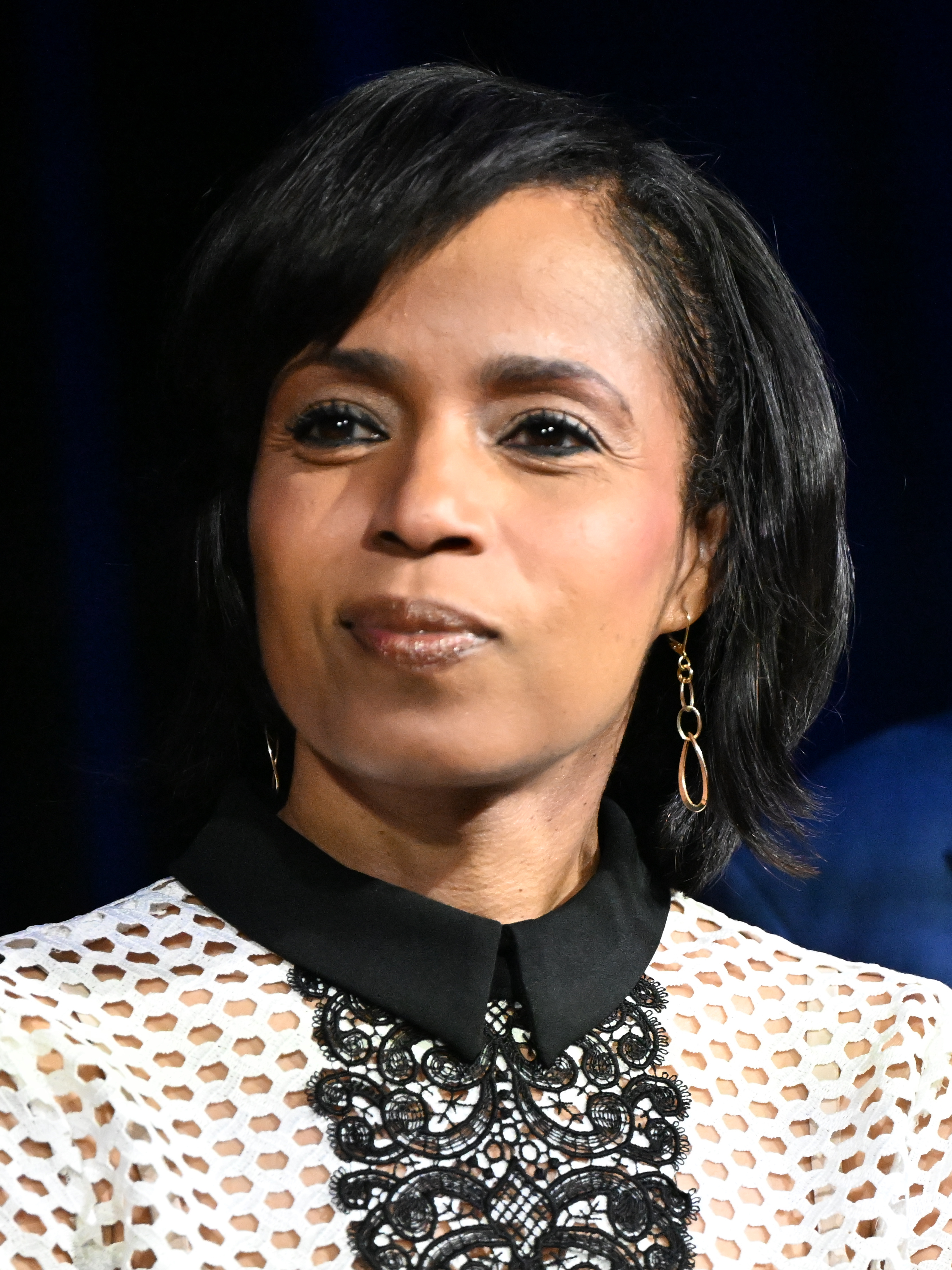
Angela Alsobrooks (2024)

Angela Deneece Alsobrooks (* 23. Februar 1971 in Suitland, Maryland) ist eine US-amerikanische Politikerin der Demokratischen Partei. Seit dem 3. Januar 2025 vertritt sie den Bundesstaat Maryland im Senat der Vereinigten Staaten.

## Leben und Werdegang
Alsobrooks wurde als Tochter eines Zeitungszustellers sowie späteren Autoverkäufers und einer Rezeptionistin geboren und wuchs in Camp Springs, Maryland, einem südlichen Vorort von Washington, D.C., auf.
Nach ihrem Highschool-Abschluss studierte Alsobrooks von 1989 bis 1993 Politikwissenschaften und Afroamerikanische Studien an der Duke University. Im Anschluss besuchte sie die Law School der University of Maryland, die sie 1996 erfolgreich abschloss. Nach mehreren Stationen als Rechtsreferendarin (law clerk) arbeitete sie von 1997 bis 2002 als stellvertretende Staatsanwältin im Prince George’s County, wo sie sich besonders mit Fällen häuslicher Gewalt befasste. Danach wechselte sie in die County-Verwaltung und leitete die dortige Abgabenbehörde.

## Politische Karriere in Maryland

### Bezirksstaatsanwältin (2010–2018)
Bei den Wahlen 2010 kandidierte Alsobrooks für die Nachfolge von Glenn Ivey als Bezirksstaatsanwalt im Prince George’s County. Nachdem sie sich in den Vorwahlen der Demokratischen Partei durchsetzen konnte, galt ihre Wahl als gesichert, da sie in der Hauptwahl keinen Gegenkandidaten hatte. 2018 wurde sie wiedergewählt. Während ihrer Amtszeit verfolgte sie einen harten Kurs bei der Verfolgung von Straftaten, insbesondere in den Bereichen Vandalismus, Einbrüche und Autodiebstähle. Gleichzeitig setzte sie sich für die Rehabilitierung jugendlicher Straftäter ein.

### County Executive (2018–2025)
2018 bewarb sie sich um das Amt des County Executive, dem Leiter der County-Verwaltung (in etwa vergleichbar mit einem deutschen Landrat) in Prince George’s County. In den Vorwahlen setzte sie sich mit 61 % der Stimmen, unter anderem gegen die frühere US-Abgeordnete Donna Edwards durch. Nachdem ihr Republikanischer Kontrahent vor der Hauptwahl seine Kandidatur beendet hatte, wurde sie ohne Gegenkandidat gewählt. Sie war damit die erste Frau auf diesem Posten. 2022 wurde sie gerüchteweise mit einer Kandidatur um das Amt des Gouverneurs in Maryland in Verbindung gebracht, unterstützte jedoch schließlich den letztlich siegreichen Wes Moore und wurde selbst als County Executive wiedergewählt.

## US-Senat
Nachdem Marylands US-Senator Ben Cardin angekündigt hatte, bei den Wahlen 2024 nicht erneut zu kandidieren, kündigte Alsobrooks ihrerseits eine Kandidatur an. Bei den Vorwahlen der Demokraten konnte sie sich gegen den Kongressabgeordneten David Trone mit 53 % der Stimmen durchsetzen. Trotz der Unterstützung namhafter Politiker aus Maryland und außerhalb, z. B. Steny Hoyer, Wes Moore und Kirsten Gillibrand galt Alsobrooks nicht als favorisiert, da ihr Kontrahent Trone auch durch Zugriff auf sein eigenes Vermögen, das Zehnfache in den Wahlkampf investierte. Mehrere verbale Fehltritte Trones führten jedoch dazu, dass sich Alsobrooks die Nominierung sichern konnte. In der Hauptwahl stand sie dem ehemaligen Gouverneur Marylands, Larry Hogan, gegenüber. Dieser galt aufgrund seiner Popularität und seiner vergangenen Wahlerfolge als Republikaner im traditionell demokratisch geprägten Maryland als ernstzunehmender Herausforderer. Am Wahltag am 5. November 2024 konnte sich Alsobrooks erwartungsgemäß durchsetzen. Sie ist damit die erste afroamerikanische Person, die aus ihrem Bundesstaat in den US-Senat gewählt wurde.

## Persönliches
Alsobrooks hat eine erwachsene Tochter, die sie als alleinerziehende Mutter aufzog. Sie lebt in Upper Marlboro in Marylands Prince George’s County. Alsobrooks gehört der baptistisch-evangelikalen Kirche an.